# Шумидуб Олександр Миколайович
Олександр Миколайович Шумидуб (нар. 17 березня 1964, Мінськ, СРСР — пом. 13 липня 2019) — білоруський хокеїст, воротар. Тренер воротарів ХК «Гомель». Майстер спорту міжнародного класу.
Виступав за «Динамо» (Мінськ), «Полімір» (Новополоцьк).
У складі національної збірної Білорусі провів 12 матчів (28 пропущених шайб), учасник зимових Олімпійських ігор 1998, учасник чемпіонатів світу 1997 (група B) і 1998.
Як тренер працював із клубами «Полімір» (Новополоцьк), «Динамо» (Мінськ), молодіжною і національною збірними Білорусі.
Бронзовий призер чемпіонату СЄХЛ (1997, 1998, 1999). Чемпіон Білорусі (1997), срібний призер (1998), бронзовий призер (1999). Найкращий хокеїст року Білорусі (1991). Бронзовий призер юніорського чемпіонату Європи (1982).